# Groß Midlumer Kirche

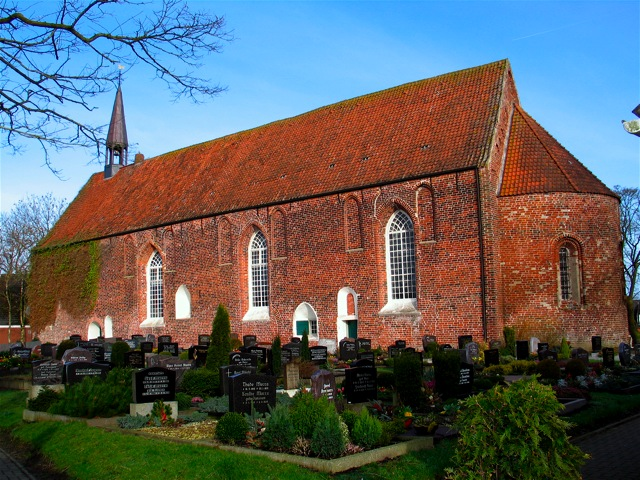
Südmauer der Kirche Groß Midlum mit östlicher Apsis

Die evangelisch-reformierte Kirche Groß Midlum steht im ostfriesischen Ort Groß Midlum in der Gemeinde Hinte.

## Geschichte und Baubeschreibung

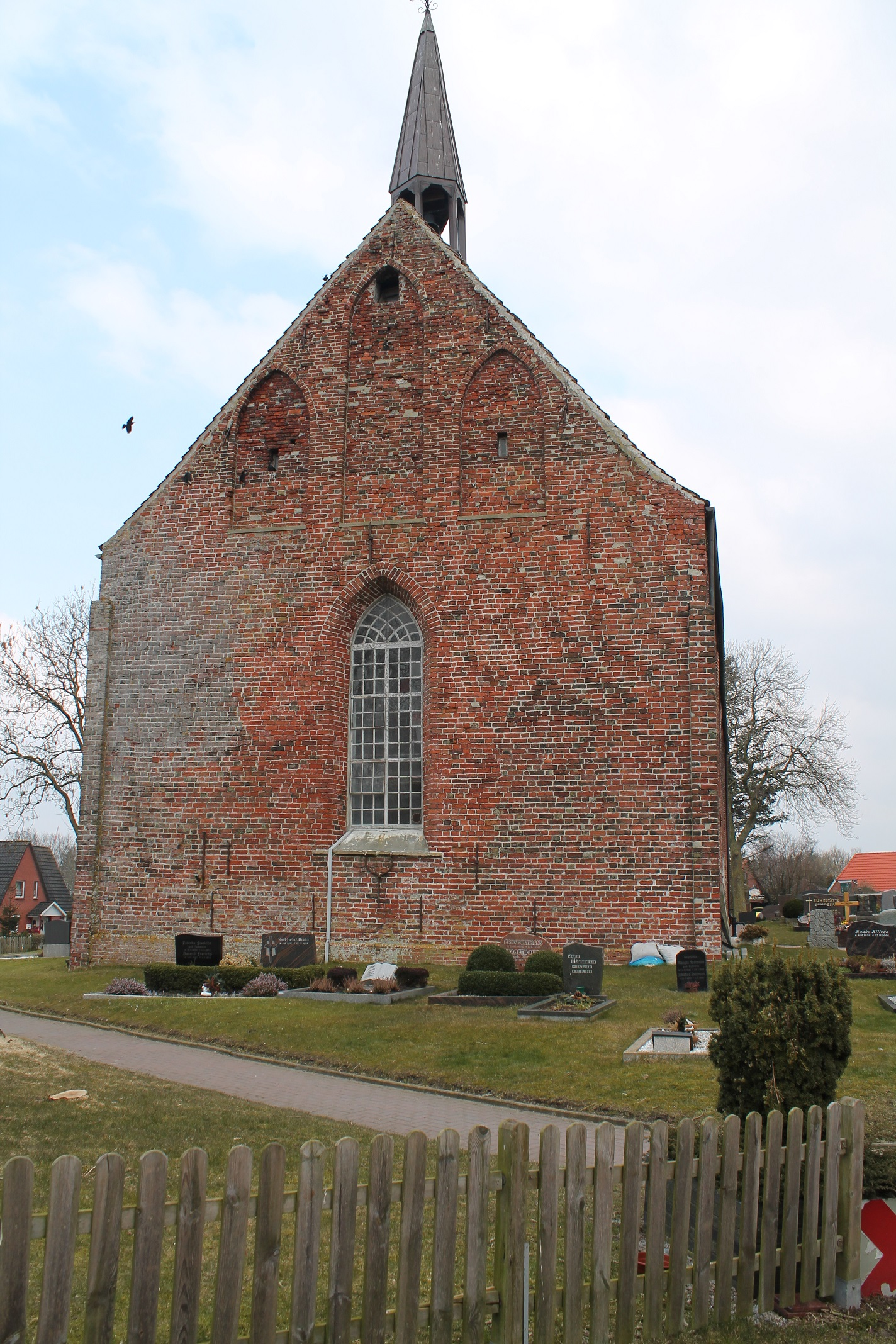
Westseite der Kirche

Die Kirche in Groß Midlum wurde am Ende des 13. Jahrhunderts erbaut. Wegen fehlender Strebepfeiler wird diese gotische Backsteinkirche gerne der Romano-Gotik zugerechnet, jedoch waren so gut wie alle Maueröffnungen von Anfang an gotisch-spitzbogig und von den verlorenen Gewölben sind spitzbogige Schildbögen erhalten. Vor der Reformation war sie dem Heiligen Martin geweiht und gehörte zur Propstei Hinte im Bistum Münster.
Die rechteckige Saalkirche von vier Jochen Länge war ursprünglich mit Gewölben versehen, worauf die noch vorhandenen Schildbögen hinweisen. Am Ostende ist eine halbrunde Apsis angebaut. An der Nordwand sind die kleinen hochsitzenden Fenster original. Die Südwand ist durch hochsitzende Blendnischen und die später vergrößerten spitzbogigen Fenster reicher gegliedert. Das Mauerwerk des Ostgiebels zeichnet sich durch einen Fischgrätenverband aus. Mehrere Umbauten veränderten das Aussehen der Kirche. Am östlichen Rand der Süd- und Nordwand sind Seitenaltarfenster, sogenannte Hagioskope, erhalten. Unter der Apsis wurde im 17. Jahrhundert eine Gruft für die adeligen Bewohner der Burg geschaffen, die heute zugemauert ist. Im Jahr 1839 wurden die Gewölbe entfernt und durch eine Holzdecke ersetzt.
Der mittelalterliche Glockenturm wurde im Jahr 1876 aufgrund von Baufälligkeit abgetragen und nicht aufgebaut. Seitdem waren die Glocken in der Südmauer der Kirche eingebaut. Weil Brettertüren die Schalllöcher meist verschlossen haben, entstand die Redensart: „In Groß Middlum kann man die Glocken nur sehen, wenn man sie hört!“ Aufgrund von erneuter Baufälligkeit wurden die Glocken wieder aus der Kirche entfernt und fanden auf einem eigenen Untergestell ihren provisorischen Platz. Eine „Mittagsglocke“ befindet sich seit 1997 wieder im Dachreiter auf der Kirche, nachdem der vorige im 1973 ebenfalls wegen Baufälligkeit abgerissen werden musste.
Um die Kirche angelegt befindet sich, wie in vielen der ostfriesischen Warftdörfern, der Friedhof. Von ihm verlaufen Verbindungswege strahlenförmig zum Fuß der Warft. Die Kirche ist damit als früherer Rückzugs- und Schutzort vor den Fluten der Nordsee im Mittelpunkt und gleichzeitig am höchsten Platz im Dorf angesiedelt.
Bis zum 31. Dezember 2010 bildeten Groß-Midlum und das benachbarte Freepsum eine Kirchengemeinde, die dann geteilt wurde. Freepsum wurde mit den Gemeinden Canum und Woltzeten unter einem Pfarramt vereinigt und Groß-Midlum wurde mit den Gemeinden Hinte und Westerhusen unter einem Pfarramt vereinigt. Sie alle zählen zur Evangelisch-reformierten Kirche.

## Innenausstattung

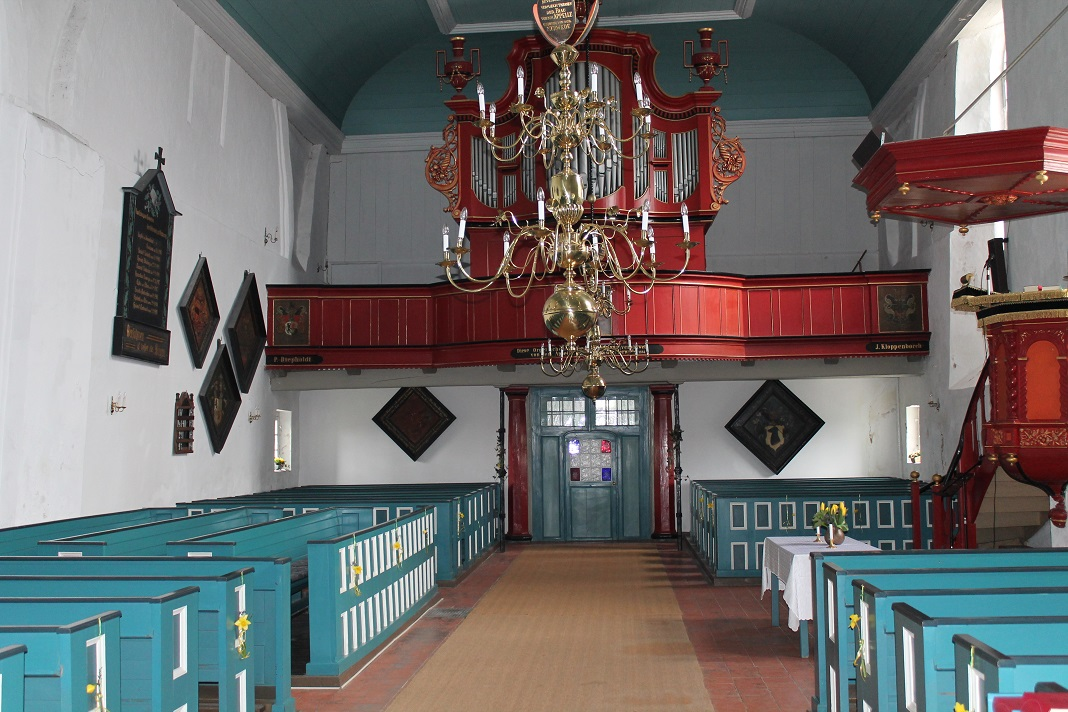
Innenausstattung

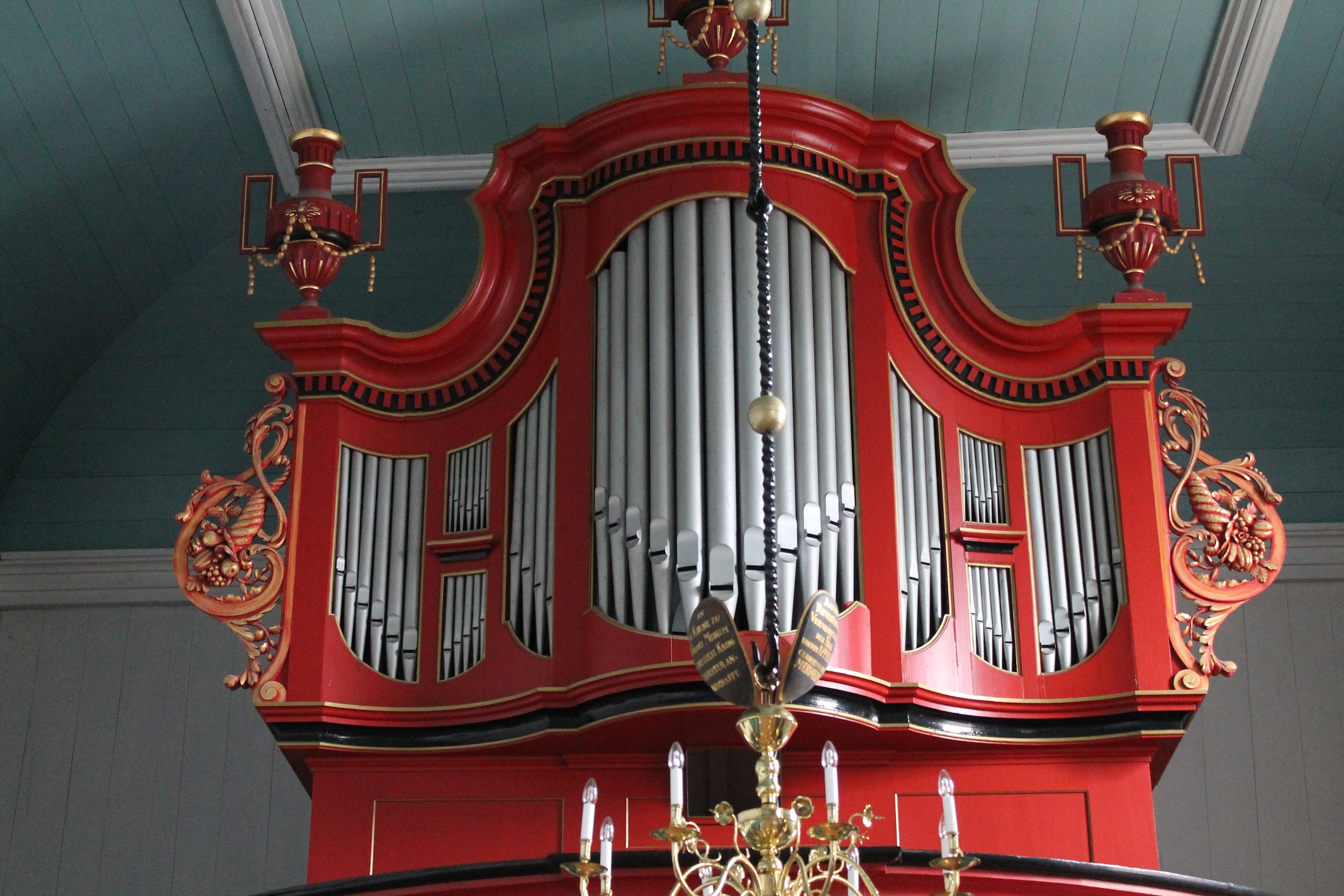
Orgel mit historischem Prospekt von 1804

Statt des ursprünglichen Gewölbes wird der Innenraum seit 1839 von einer hölzernen Spiegeldecke abgeschlossen. Vor der Ostwand, die Chorraum und Apsis vom Kirchenschiff abtrennt, ist eine Holzempore mit Wölbung in der Mitte eingebaut. Sie dient als Orgelempore. Peter Gerkes Husmann schuf 1690 die Barockkanzel mit sechseckigem Schalldeckel. Der rundbogigen Felder des Kanzelkorbs werden durch gewundene Ecksäulen gegliedert.
Ein unbekannter Orgelbauer schuf eine Orgel, von der eine Reparatur im Jahr 1579/80 und weitere im 17. und 18. Jahrhundert bezeugt sind. Die heutige Orgel wurde ursprünglich 1803/04 von Johann Friedrich Wenthin mit 13 Registern auf einem Manual und angehängtem Pedal erbaut. Nach dem Zweiten Weltkrieg war das Instrument bis auf die im Ersten Weltkrieg abgetretenen Prospektpfeifen noch fast unverändert erhalten, befand sich allerdings in einem desolaten Zustand. So urteilte der zuständige Kirchenmusikdirektor Rolf Hallensleben in einem Gutachten 1952, das Werk Wenthins sei „in seinem Pfeifenbestande seither bis auf die Ergänzung der Prospektpfeifen nach dem ersten Weltkriege nicht verändert worden. … Der Klangkörper ist in einem z. T. unbeschreiblichen Zustand – was auf das Konto von Pfuschern kommt, die an dem Werk versucht haben zu »verbessern«. … Die Zungen deren Bestandteile alle vorhanden sind, haben Schallbecher, die nach »sachlicher« Behandlung die bizarrsten Formen aufweisen: sie sind schwer verbeult, zusammengedrückt und z. T. am oberen Ende wie eine Blumentüte zusammengedreht.“ Das Werk wurde nicht restauriert. Stattdessen baute Alfred Führer im Jahr 1956 hinter dem historischen Gehäuse und unter Beibehaltung der alten Windladen ein neues Werk. Das Instrument verfügt heute über zwölf Register auf einem Manual und selbstständigen Pedal.
| I Manualwerk C– |              |        |
| 01.             | Principal    | 08′    |
| 02.             | Gedackt      | 08′    |
| 03.             | Oktave       | 04′    |
| 04.             | Gedacktflöte | 04′    |
| 05.             | Malat        | 02 ⁄3′ |
| 06.             | Superoktave  | 02′    |

| (Fortsetzung Manualwerk) |                             |        |
| 07.                      | Waldflöte                   | 02′    |
| 08.                      | Quinte                      | 01 ⁄3′ |
| 09.                      | Cornett III (Bass, Diskant) |        |
| 10.                      | Mixtur IV                   |        |
| 11.                      | Trompete (Bass, Diskant)    | 08′    |
| 12.                      | Dulzian (Bass, Diskant)     | 08′    |

| Pedal C– |              |     |
| 19.      | Subbass      | 16′ |
| 22.      | Spitzgedackt | 04′ |

- Koppeln: Manual/Pedal